# Amphisbaena heterozonata
Amphisbaena heterozonata là một loài bò sát trong họ Amphisbaenidae. Loài này được Burmeister mô tả khoa học đầu tiên năm 1861.